# La Drenne
La Drenne ist eine französische Gemeinde mit 1.086 Einwohnern (Stand: 1. Januar 2022) im Département Oise in der Region Hauts-de-France. Sie gehört zum Arrondissement Beauvais, zur Communauté de communes des Sablons und zum Kanton Chaumont-en-Vexin. 

## Geographie
Die Gemeinde La Drenne liegt im Nordosten des Vexin française, etwa 14 Kilometer südlich von Beauvais. Am Westrand der Gemeinde verläuft die Autoroute A16.

## Geschichte
La Drenne wurde zum 1. Januar 2017 als Commune nouvelle aus den früheren Gemeinden Le Déluge, La Neuville-d’Aumont und Ressons-l’Abbaye gebildet.

### Bevölkerungsentwicklung
| Jahr                                                                  | 1962 | 1968 | 1975 | 1982 | 1990 | 1999 | 2014 | 2021 |
| --------------------------------------------------------------------- | ---- | ---- | ---- | ---- | ---- | ---- | ---- | ---- |
| Einwohner                                                             | 359  | 396  | 435  | 617  | 715  | 836  | 958  | 1028 |
| Quellen: Cassini und INSEE (bis 2014 Addition der Vorgängergemeinden) |      |      |      |      |      |      |      |      |

## Sehenswürdigkeiten
- Kirche Saint-Jean-Baptiste in Le Déluge
- Kirche Saint-Nicolas in La Neuville-d’Aumont aus dem 13. Jahrhundert
- Kirche Notre-Dame in Ressons-l’Abbaye aus dem 13. Jahrhundert

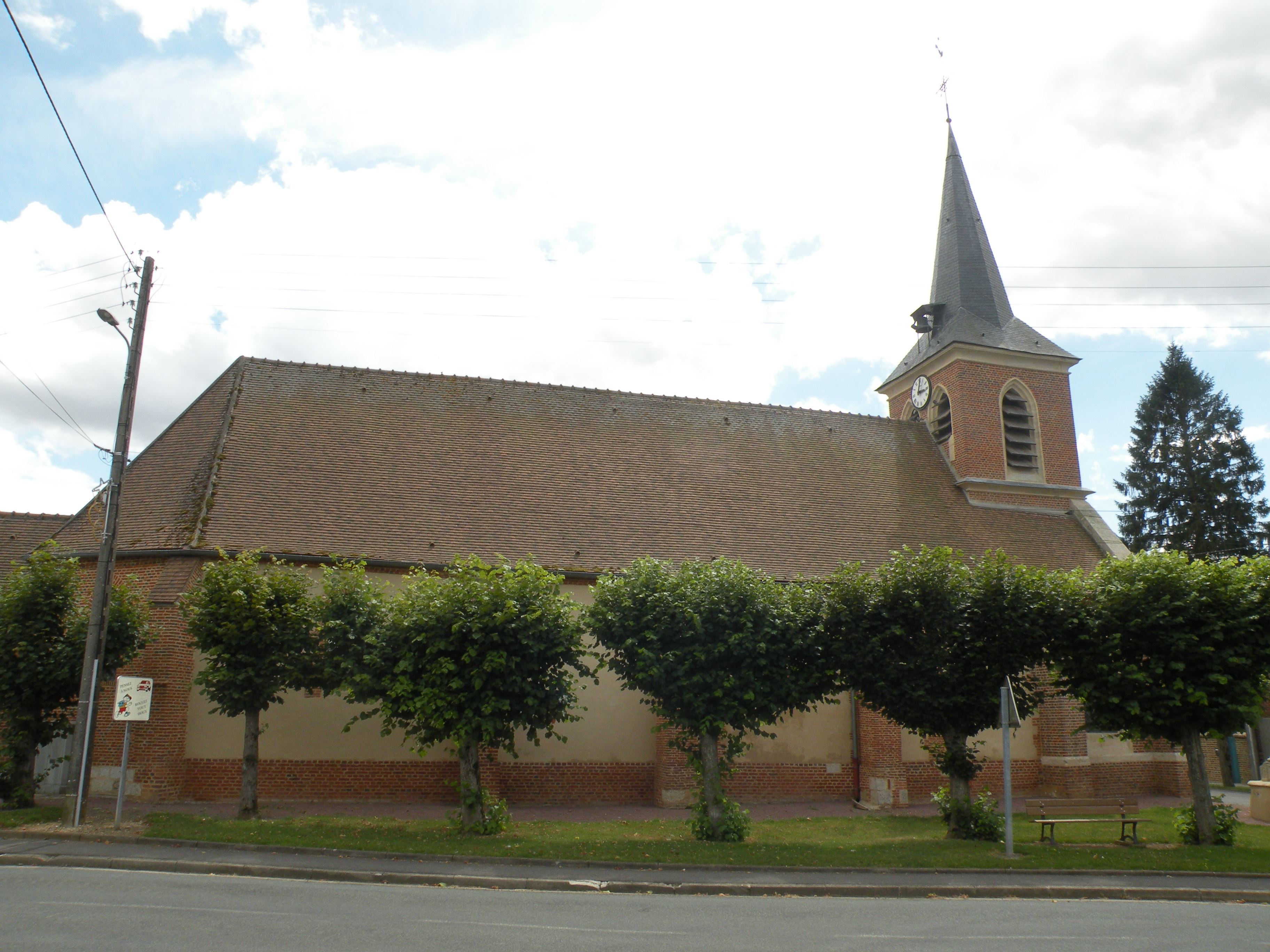
Kirche Saint-Jean-Baptiste
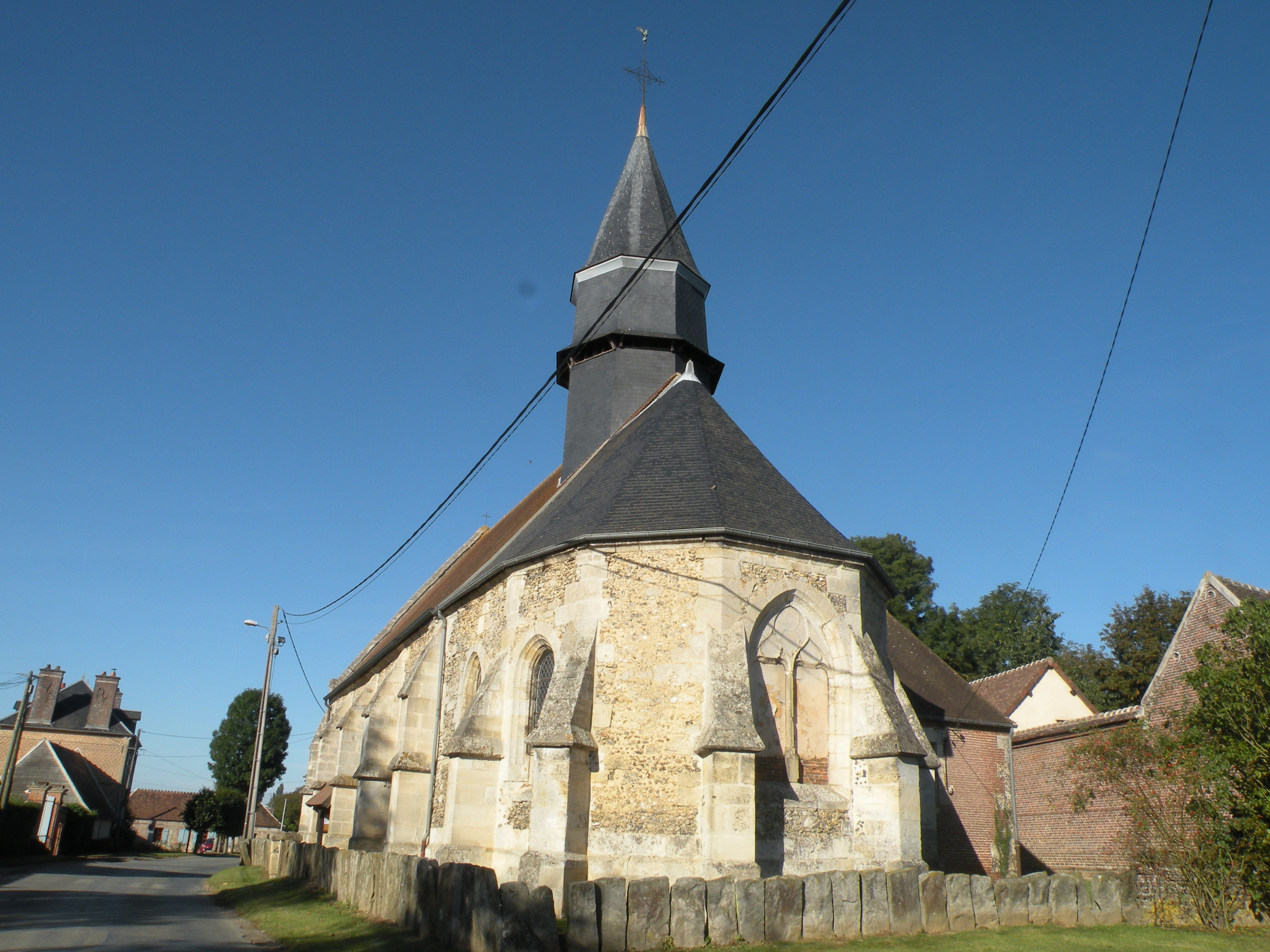
Kirche Saint-Nicolas
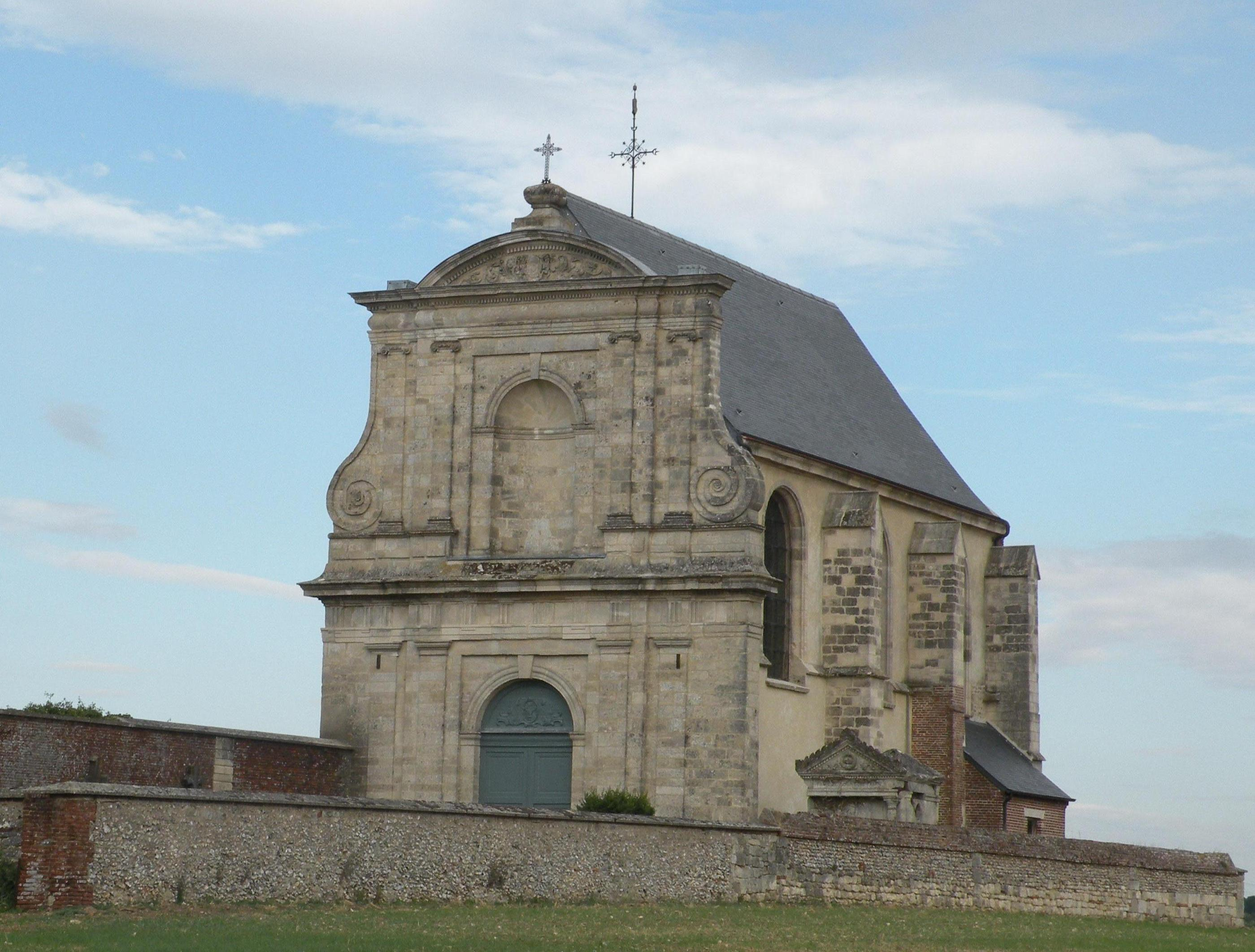
Kirche Notre-Dame